# Чо Сок Джэ
Чо Сок Джэ (кор. 조석재; род. 24 марта 1993, Республика Корея) — южнокорейский футболист, полузащитник.
Играл в молодёжной команде «Конкук Юниверсити». В 2015 году перешёл в «Чонбук Моторс», и был отдан в аренду в другой южнокорейский клуб «Чхунджу Хуммэль». Последующие два года также провёл в аренде за два южнокорейских клуба. 
В первой половине 2018 года выступал за ташкентский «Локомотив». 
В 2013—2014 годах сыграл 11 матчей и забил один гол за молодёжную сборную Южной Кореи.
Учился в Университете Конкук.